# Balwo
Balwo – gatunek poezji i muzyki powstały w Somalii w latach 40. XX w. Za jego twórcę uważany jest Cabdi Deeqsi Warfaa, znany jako Abdi Sinimo. Najważniejszym wyróżnikiem tego gatunku była tematyka utworów, skupiona wokół miłości i tęsknoty.

## Geneza
Balwo powstało w latach 40. XX w. w Somalii z inicjatywy Abdi Deeqsi Warfa, zwanego również Abdim Sinimo (przydomek nawiązujący do dowcipnego usposobienia mężczyzny; miał on opowiadać świetne żarty, zabawiając ludzi niczym kino – „sinimo” oznacza „kino” w języku somalijskim), który pracował w owym czasie w Porcie Dżibuti jako kierowca ciężarówki. Gdy pewnego razu ciężarówka się zepsuła, Abdi nie mogąc jej naprawić, ułożył kilka wersów piosenki, która miała się stać początkiem nowego gatunku muzyki somalijskiej.
Balwo zaliczane jest do grupy, która wśród Somalijczyków i badaczy kultury somalijskiej zwana jest Rodziną Gatunków Miniaturowych. Oprócz wspomnianego należą do niej gatunki wiglo, dhaanto oraz hirwo. Style te łączy lekka, zwykle miłosna tematyka utworów. W gatunkach tych, zarezerwowanych głównie dla ludzi młodych, unikano raczej poruszania tematów politycznych czy społecznych.
Rdzenna kultura somalijska traktowała poezję i śpiew jednościowo, mimo że poezję zasadniczo można było wykonywać bez śpiewania. Odseparowanie tych dwu oraz wprowadzenie pojęcia muzyki jako osobnego aktu wykonawczego przyszło dopiero wraz z kolonializmem brytyjskim. Specjaliści uważają więc, iż nie można traktować balwo jako gatunku jedynie muzyki bądź jedynie poezji.

## Historia

### Tło historyczne
Somaliland do lat 60. XX wieku był protektoratem brytyjskim. Brytyjczycy nie wykazywali większego zainteresowania kolonią do roku 1941 – wówczas Somaliland został zdominowany przez wojska włoskie, a Wielka Brytania wkroczyła, by znów objąć kontrolę nad terytorium.

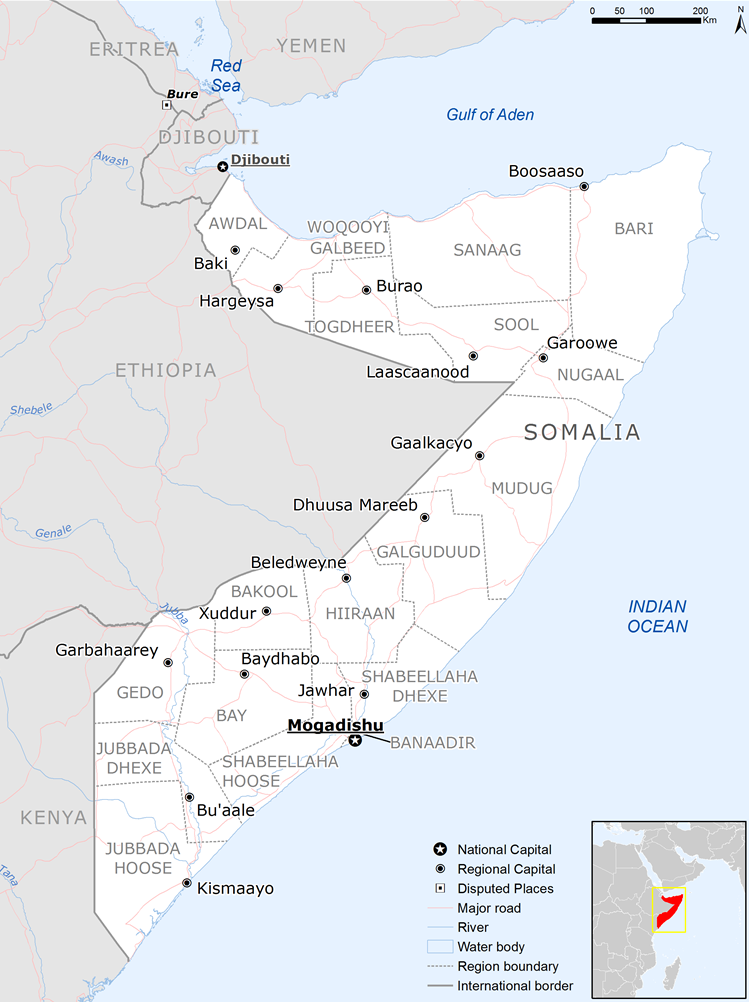
Mapa Somalii

Nawet przedstawiciele brytyjskiej administracji w Somalilandzie rekrutowani byli spośród ludności berberyjskiej – Somalijczycy nie mieli więc wiele do czynienia z kolonialnymi władcami terytorium. Brytyjczykom zależało na utrzymywaniu kontroli nad tym obszarem jedynie ze względów strategicznych. Nie zamierzali inwestować w niego pieniędzy, zwłaszcza po tzw. Wojnie z Derwiszami pod dowództwem Sayida Mohameda Abdullahi Hassana, znanego jako Mad Mullah – był to rozpoczęty w 1900 roku i trwający dwadzieścia lat konflikt między Somalią a Wielką Brytanią, którą wspierały wojska włoskie i etiopskie. Brytyjczycy mieli w niego włożyć sumy nieproporcjonalnie duże względem ich rzeczywistego zainteresowania obszarem Somalilandu.
Po zakończeniu konfliktu i zwycięstwie wojsk brytyjskich, Somalijczycy byli zdecydowanie nieprzychylni wobec wpływów kolonialnych i podejrzliwi względem jakichkolwiek działań ze strony metropolii.
W roku 1941 Włosi wypchnęli Brytyjczyków z Półwyspu Somalijskiego, by po siedmiu miesiącach tamci znów mogli objąć kontrolę nad terenem, z inną już polityką. Stary ład został zastąpiony polityką rozwoju; rozpoczęto od przeniesienia stolicy administracyjnej z Berberii do Hargejsy. Przedstawiciele władzy kolonialnej przestali być biernymi obserwatorami somalijskich wydarzeń, ale aktywnie uczestniczyli w rozwiązywaniu spraw wewnętrznych Somalii.
Elementem polityki rozwoju było wprowadzenie do somalijskiego społeczeństwa radia. Pierwsze, radio Kudu (dzisiaj Radio Hargeysa), powstało w 1943 roku. Przenośne centra odbiorcze były ustawiane na głównych placach, gdzie wieczorami zbierali się ludzie, by posłuchać audycji BBC przekształconych pod target somalijski. W ten sposób nowoczesna muzyka Zachodu mogła przeniknąć na ten obszar i wywrzeć wpływ na powstawanie nowych formy sztuki i ekspresji, takich jak balwo.
Życie somalijskich warstw miejskich na przestrzeni kilku lat uległo wielkim zmianom. Nowe elity, które wytworzyły się pod wpływem opisanych wydarzeń, kreowały w miastach nową, progresywną rzeczywistość. Balwo powstało między rokiem 1943 a 1945 i było jednocześnie produktem oraz odpowiedzią na powojenne zmiany społeczne w somalijskim społeczeństwie.

### Legendarne początki gatunku
Abdi Sinimo, urodzony we wiosce Jaarahorato nieopodal miasta Boorama w Somalii, w latach 40. XX w. pracował w porcie Dżibuti jako kierowca ciężarówki. Jeździł wówczas bardzo często między portem a stolicą Etiopii, Addis Abeba, na trasie przechodzącej przez etiopskie miasto Dire Dawa. Pewnego razu w roku 1943 jadąc z miasta Zeila do Booramy, jego ciężarówka zepsuła się na pustyni Giryaad Dhagaxle w pobliżu wioski Jidhi. Z pomocą jadących z nim dwóch młodych mężczyzn, Kamila i Gaydh, Abdi zdołał przesunąć ciężarówkę w cień drzewa kulan.
Abdi i jego pomocnicy mierzyli się z naprawą ciężarówki przez kilka dni. Przejeżdżający tamtędy kierowcy zaopatrywali mężczyzn w jedzenie oraz artykuły pierwszej potrzeby, jednak Sinimo popadał w depresję i frustrację. Nie działo się to, wbrew pozorom, ze względu na jego zepsutą ciężarówkę, lecz głównie z powodu kobiety, do której tęsknił.
Wybranką jego serca była wówczas Khadiija Eyeh Dharaar. Później, gdy została muzyczną partnerką Sinimo, znana była pod pseudonimem Khadiija Balwo.
Pewnego dnia, w trakcie naprawiania ciężarówki, Abdi miał wziąć pusty kanister po benzynie, zacząć uderzać w niego niczym w bęben i zanucić kilka wersów piosenki, którą określa się pierwszym utworem nowo powstałego stylu balwo.
Wiersz brzmiał następująco:
Balwoy! Hoy balwoy
Waha i beleyey mooyaan
Waha i beleyey babur
Waha i beleyey berguba…
- Abdi Sinimo
W roku 1944 w Boramie powstała pierwsza formacja zainicjowana przez Sinimo, zwana Balwo Band. W jej skład weszli też Koobali Caashaad, Hussein Aare Meecaad, Xaashi Warsame, Khadiija Ciye Dharaar (Khadiija Balwo) and Nuuriya Catiiq.

## Charakterystyka

### Warstwa muzyczna
W przeciwieństwie do opartej na siedmiostopniowej skali muzyce Zachodu, muzyka somalijska bazuje na skali pentatonicznej. Wysokości tonów i interwały nie są jednak zestandaryzowane.

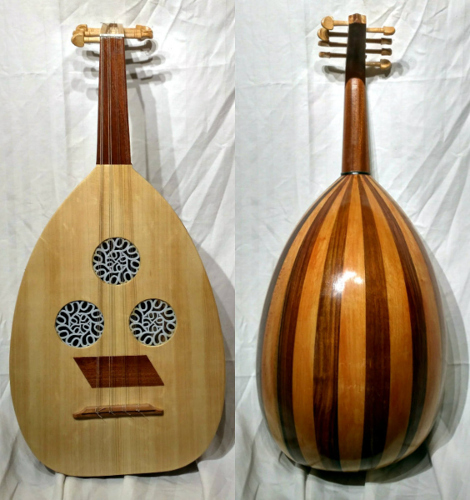
Ud, inaczej kaban

Muzyka funkcjonuje raczej jako akompaniament do poezji, niż jako osobny twór. Rytm jest wyklaskiwany przez mężczyzn, zaś tradycyjnie kobiecą rolą jest uderzanie w bęben wykonany zwykle z kanistra po benzynie (północna Somalia).
Niezaprzeczalną innowacją, jaką wprowadziło balwo do muzyki somalijskiej był fakt użycia owego bębna przez mężczyzn, nie kobiety.
Wraz z rozwojem nowego gatunku i jego rozprzestrzenianiem się w inne części regionu, coraz więcej instrumentów dołączało do akompaniamentu poezji balwo. Najpierw były to importowany z Arabii tamburyn (daf) i ud (kaban), oraz flet (biibiile), nieiedługo potem dodano także gitary i skrzypce. Za dołączenie uda do instrumentarium balwo odpowiedzialny jest Abdullaahi Qarshe, nazywany ojcem somalijskiej muzyki. 

### Warstwa liryczna
Charakterystyczna dla gatunku jest formuła wprowadzająca, pojawiająca się na samym początku recytacji utworu. Brzmi zwykle „Balwooy! Hoy balwooy!”, co można byłoby przetłumaczyć na „biada mi!”.
Somalijskie słowo balwo ma korzenie w języku arabskim i oznacza generalnie cierpienie, nieszczęście. Artyści, wykonawcy nowego gatunku nawiązywali przede wszystkim do miłości, przedstawiając ją jako źródło owego nieszczęścia. Odwoływano się do miłości przede wszystkim fizycznej, a nawet do pożądania.
Taka tematyka utworów była zdecydowanie kontrowersyjna, zwłaszcza wśród duchowieństwa i osób starszych. Ich sprzeciw wobec balwo argumentowany był faktem, iż nowy gatunek uderza w tradycyjną moralność muzułmańską. Niektórzy lokalni przywódcy religijni, tacy jak Shaykh Abdullah Mijlrtain czy Muhammad Hassan, zaczęli nawet układać wiersze i utwory przeciwko balwo.

## Wpływ na dzisiejszą muzykę somalijską

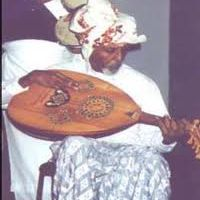
Cabdilaahi Qarshe, uważany za ojca muzyki somalijskiej

Balwo szybko ewoluowało w gatunek zwany heello. Z początku zmieniono nazwę, a co za tym idzie formułę wprowadzającą w utworach:
Heellooy, heelleellooy, heellooy heelleellooy,
Waddada bariyeey, Ku weheshadayeey,
Warkiyo hayga gozin waraaqaa.
Zmiana była spowodowana tym, że nazwa „balwo” została przez przeciwników nowego stylu przekształcona na belaayo, co z języka arabskiego oznacza „zło”.
Styl heello ukształtował się poprzez łączenie różnych utworów balwo w jedną całość. Utwory były więc dłuższe, zaczęto dodawać kolejne wariacje. Za rozwój tego gatunku odpowiadał głównie Abdullahi Qarshe, który zaczął dopasowywać melodie do tekstów utworów. Pierwszy więc raz można było po usłyszeniu melodii rozpoznać nie tylko gatunek, ale także konkretny utwór, który akurat był wykonywany. 
Mimo, iż niektóre balwo nawiązywały do tematów nie-miłosnych, to dopiero przekształcenie gatunku w heello przyniosło widoczne zmiany w tematyce utworów. To polityka, patriotyzm i droga ku niepodległości stały się głównymi problemami w poezji heello.
Balwo nie zanikło całkowicie, lecz przeszło płynnie w gatunek heello, który bezpośrednio utorował drogę dla dzisiejszej, nowoczesnej muzyki somalijskiej. 